# 神奈川県立湘南高等学校の人物一覧
神奈川県立湘南高等学校人物一覧（かながわけんりつしょうなんこうとうがっこうじんぶついちらん）は、神奈川県立湘南高等学校に関係する主な人物の一覧記事。

## 著名な出身者

### 政治
- 池田元久（元財務副大臣、元経済産業副大臣）
- 石原慎太郎（元東京都知事、元運輸大臣、元環境庁長官、元日本維新の会代表、作家）
- 上村一郎（香川県東かがわ市長）
- 岡崎洋（元神奈川県知事、環境事務次官、大蔵省官僚）
- 亀井善之（元農林水産大臣、元運輸大臣）
- 竹内謙（元鎌倉市長、元朝日新聞編集委員）
- 葉山峻（元衆議院議員、元藤沢市長、元全国革新市長会会長）
- 本多延嘉（元革共同全国委書記長）
- 水戸将史（元衆議院議員、元参議院議員）
- 元榮太一郎（参議院議員、弁護士）
- 山際大志郎（元経済再生担当大臣）

### 行政
- 植松敏（第28代特許庁長官、防衛庁装備局長）
- 岡本行夫（内閣官房参与、内閣総理大臣補佐官、科学技術庁参与）
- 鹿取克章（外務省参与、ASEAN担当大使、外務省領事局長）
- 河村延樹（防衛医科大学校副校長）
- 近藤誠一（第20代文化庁長官、駐デンマーク大使、外務省広報文化交流部長）
- 佐伯浩治（文部科学省研究開発局長）
- 重枝豊英（駐リトアニア大使、ホノルル総領事、フランクフルト総領事）
- 杉山秀二（経済産業事務次官、商工組合中央金庫理事長）
- 高橋亨（海上自衛隊海将）
- 竹内克伸（国土事務次官、証券保管振替機構社長、商工組合中央金庫副理事長）
- 中島淳一（第12代金融庁長官）
- 橋本宏（駐オーストリア大使、外務報道官、橋本龍太郎の従弟）
- 廣木重之（駐スウェーデン大使、外務省儀典長）
- 廣田恭一（財務省門司税関長）
- 福田淳一（第14代財務事務次官、財務省主計局長、第10代財務省大臣官房長）
- 藤木俊光（経済産業事務次官、経済産業省経済産業政策局長、経済産業省大臣官房長、経済産業省製造産業局長、経済産業省商務情報政策局商務・サービス審議官）[1]
- 牧野力（通商産業事務次官、新エネルギー・産業技術総合開発機構理事長）
- 松本光弘（第28代警察庁長官）
- 武藤顕（駐ロシア大使、外務省研修所長）
- 森重樹（農林水産省輸出・国際局長、農林水産省東海農政局長、林野庁次長）[2]
- 吉居時哉（国土事務次官、内閣官房内閣審議室長）

### 司法
- 浅井耀介（弁護士）
- 市川寛（元検察官、弁護士）
- 大澤孝征（元東京地方検察庁検事、弁護士、元第一東京弁護士会副会長、コメンテーター）
- 小池裕[3]（最高裁判所判事、元東京高等裁判所長官、元最高裁判所事務総局経理局長）
- 竹内洋（弁護士、元日本弁護士連合会副会長、元第一東京弁護士会会長、元三菱電機取締役、元ブリヂストン監査役）
- 仲戸川展人（元千葉地方裁判所部総括判事、元千葉地方裁判所木更津支部長）
- 原田國男（元東京高等裁判所部総括判事、元最高裁判所調査官、元慶應義塾大学客員教授）
- 藤田耕三（元広島高等裁判所長官、元東京地方裁判所長、元公安審査委員会委員長）
- 福井健策（弁護士、神戸大学客員教授、日本大学客員教授）

### 研究
- 相澤益男（工学者、元東京工業大学学長、元国立大学協会会長、紫綬褒章）
- 浅井章良（生物学者、静岡県立大学教授）
- 阿部博友（企業法学者、一橋大学名誉教授、国際取引法学会会長、カシオ計算機取締役）
- 石橋整司（林学者、東京大学教授）
- 板倉宏昭（経営学者、東京都立産業技術大学院大学教授）
- 板倉宏（刑法学者、日本大学名誉教授）
- 伊藤邦武（哲学者、京都大学名誉教授、日本学士院会員、紫綬褒章）
- 入不二基義（哲学者、青山学院大学教授）
- 碓井敏正（哲学者、京都橘大学名誉教授）
- 江橋慎四郎（体育学者、東京大学名誉教授、元鹿屋体育大学学長）
- 大島武（経営学者、東京工芸大学教授、大島渚の長男）
- 大塚裕史（刑事法、神戸大学名誉教授）
- 大野道夫（社会学、大正大学教授）
- 小川和久（軍事評論家、静岡県立大学特任教授）
- 鹿島茂（仏文学者、作家、共立女子大学教授）
- 片倉もとこ（民族学者、国際日本文化研究センター名誉教授･元所長、国立民族学博物館名誉教授、元中央大学教授）
- 辛島昇（南アジア史、東京大学名誉教授、日本学士院賞、文化功労者）
- 神沼克伊（地震学者、国立極地研究所名誉教授）
- 嘉山孝正（医学者、山形大学名誉教授、国立がん研究センター名誉総長、元日本脳神経外科学会理事長）
- 鞠谷雄士（工学者、東京工業大学名誉教授、元米国繊維学会会長、元繊維学会会長）
- 岸本喜久雄（工学者、東京工業大学名誉教授・元副学長、アメリカ機械学会フェロー、元日本機械学会会長、元自動車技術会技術会議議長）
- 北村一郎（法律学者、東京大学名誉教授）[要出典]
- 草間文彦（著作権学者、東京理科大学教授、草間時彦の子）
- 佐々木宏夫（経済学者、早稲田大学名誉教授、アステラス製薬取締役）
- 佐藤達哉（心理学者、立命館大学教授）
- 鈴木董[4]（歴史学者、東京大学名誉教授）
- 関谷剛男（分子生物学者、佐々木研究所所長、日本学士院会員、日本学士院賞）
- 高木和男 (栄養学者、元相模女子大学教授、元東京栄養食糧専門学校校長)
- 高橋宏志（法学者、東京大学名誉教授・元副学長、元日本民事訴訟法学会理事長、元法務省司法試験委員会委員長）
- 竹内啓一（地理学者、一橋大学名誉教授、元日本地理学会会長、元経済地理学会会長）
- 田丸謙二（化学者、東京大学名誉教授、日本学士院賞、元国際触媒学会会長）
- 塚本由晴（建築家、東京工業大学教授、アトリエ・ワン共同主宰、ウルフ賞芸術部門）
- 土屋守章（経営学者、東京大学名誉教授、経営研究所所長）
- 中西準子（環境リスク学者、横浜国立大学名誉教授、文化功労者、紫綬褒章）
- 中山敬一（医学者、東京医科歯科大学特別栄誉教授、元日本分子生物学会副理事長、紫綬褒章、日本学術振興会賞）
- 中山恒（工学者、東京工業大学名誉教授、元メリーランド大学教授、元日本伝熱学会会長）
- 西澤昭夫（経営学者、東北大学名誉教授、元日本ベンチャー学会会長）
- 根岸英一 (化学者、パデュー大学特別教授、2010年度ノーベル化学賞受賞者)
- 浜田宏一（経済学者、イェール大学名誉教授、元理論・計量経済学会会長）
- 半田利弘（天文学者、鹿児島大学教授）
- 平川眞規子（言語学者、中央大学教授、元日本第二言語習得学会会長）
- 平山洋（歴史学者、静岡県立大学助教）
- 平野浩（政治学者、学習院大学教授）
- 富士川英郎（独文学者、東京大学名誉教授、日本藝術院会員、日本藝術院賞）
- 前田愛（文芸評論家、元立教大学教授）
- 萬行英二（経済学者、名古屋大学教授）
- 三浦瑠麗（国際政治学者）
- 安岡直（哲学者、秀明大学教授）
- 吉崎悟朗（水産学者、東京海洋大学教授）
- 渡部雅浩（気象学者、東京大学教授）
- 綿貫理明（工学者、専修大学名誉教授、元専修大学情報科学研究所長）

### 経済
- 荒牧幹人（パレスホテル社長）
- 有田浩之（ブラックロック日本法人社長）
- 有馬彰（NTTコミュニケーションズ社長）
- 飯田亮（セコム創業者、日本卓球協会会長）
- 飯田雅明（三井製糖社長、精糖工業会会長）
- 上杉純雄（みちのく銀行会長、UCカード社長）
- 上野孝（上野トランステック社長、横浜商工会議所会頭、上野豊長男）
- 内海暎郎（三菱信託銀行社長、三菱東京フィナンシャル・グループ会長）
- 片山豊（北米日産社長、フェアレディZの父）
- 加留部淳（豊田通商社長、日本貿易会副会長、中部経済同友会代表幹事）
- 後藤芳光（福岡ソフトバンクホークス社長、ソフトバンクグループCFO）
- 志賀重範（東芝会長、日本電機工業会会長）
- 高橋晃（テルモ社長、工学博士）
- 戸名厚（カンロ社長、日本食品化工社長、日本スターチ・糖化工業会会長）
- 西村正雄（日本興業銀行頭取、みずほホールディングス会長兼CEO）
- 森稔（森ビル社長、森泰吉郎二男）
- 渡辺章仁（ローソンエンタテインメント社長、ユナイテッド・シネマ社長)

### スポーツ
- 相沢進（元プロ野球選手）
- 大埜正雄（元サッカー選手、サッカー日本代表）
- 大橋正博（サッカー選手）
- 栗原大介（ラグビー選手）
- 小林忠生（元サッカー選手、サッカー日本代表）
- 佐々木信也（元プロ野球選手）
- 杉山愛（テニス選手、通信制卒）
- 田中雄太（フットゴルフW杯日本代表）
- 土屋武士（カーレーサー）
- 宮台康平（プロ野球選手）
- 衆樹資宏（元プロ野球選手）
- 森田あゆみ（テニス選手、通信制卒）
- 湯浅健二（サッカージャーナリスト。元読売クラブ指導者）
- 脇村春夫（元高野連会長、甲子園全国優勝時の三塁手、元東大野球部主将、東洋紡専務）

### 芸術
- 阿部昭（作家）
- 池田武邦（建築家、日本設計名誉会長、世界都市開発協会副会長）
- 石井宏（音楽評論家）
- 石川雄一（自動車評論家）
- 今井洋介（写真家）
- 江藤淳（作家、都立日比谷高校に転校）
- 大野和士（指揮者）
- 大野道夫（歌人）
- 上岡敏之（指揮者、ピアニスト）
- 川島誠（作家）
- 菊村到（作家）
- 岸本葉子（エッセイスト）
- 久保田修（作曲家、ピアニスト）
- 小山栄美（囲碁棋士）
- 近藤紘一（作家、ジャーナリスト）
- 斎田晴子（将棋棋士）
- 斎藤栄（推理作家）
- 貴家悠（漫画原作者）
- 重村力（建築家）
- すずきじゅんいち（映画監督）
- 田中英光（作家、ボート選手）
- 團紀彦（建築家）
- 辻堂ゆめ（作家）
- 戸川猪佐武（政治評論家、作家）
- 内藤廣（建築家）
- 仲戸川智隆（フルート奏者、常葉学園短期大学准教授）
- 向井湘吾（作家）
- 柳川和樹（ゲーム音楽作曲家）
- 柳沢信（写真家）
- 湯山昭（作曲家）

### マスコミ・芸能
- 石井智（元TBSアナウンサー）
- 今村司（読売ジャイアンツ球団社長、元日本テレビプロデューサー）
- 氏家夏彦（メディアコーディネーター、元TBSテレビ経営企画局長・コンテンツ事業局長・番組プロデューサー、元TBS関連会社代表取締役社長多数）
- 片岡英彦（mixiエグゼクティブ・プロデューサー）
- カニササレアヤコ（お笑い芸人）
- 楠原由祐子（長野朝日放送アナウンサー）
- 小栗香織（タレント、女優）
- 国枝すみれ（毎日新聞記者）
- 小林完吾（フリーアナウンサー）※全日制中退→定時制卒業
- 五月女結（フリーアナウンサー）
- 境鶴丸（元フジテレビアナウンサー）
- 榊菜美（フリーアナウンサー）
- 沢木順（ミュージカル俳優）
- 澤村優輝（広島テレビアナウンサー）
- 関佳史（tvkコミュニケーションズ代表取締役社長）
- 武居康仁（テレビ朝日プロデューサー）
- 竹内謙（ジャーナリスト）
- 田代冬彦（東京放送ホールディングス執行役員、TBSビジョン代表取締役社長）
- 豊原謙二郎（NHKアナウンサー）
- 長野亮（NHKアナウンサー）
- 福里真一（CMプランナー、2001年度広告業協会クリエイター・オブ・ザ・イヤー）
- 藤野義明（テレビ演出家、ディレクター）
- 宮崎緑（ジャーナリスト、千葉商科大学教授、元NHKキャスター）
- 村松賢一（元NHKアナウンサー、元お茶の水女子大学教授）
- 矢崎智之（NHKアナウンサー）
- 吉川精一（歌手、エッセイスト、元NHKアナウンサー）
- 吉田智大（南日本放送アナウンサー）
- 渡邊あゆみ（NHKアナウンサー、旧姓久能木→黒田）
- 渡辺祐（宝島VOW初代総本部長）

### その他
- 井上禅定（臨済宗円覚寺派東慶寺住職）
- 大谷光見（東本願寺第26世法主）
- 中渓宏一（環境活動家）